# 奧斯卡·尼邁耶

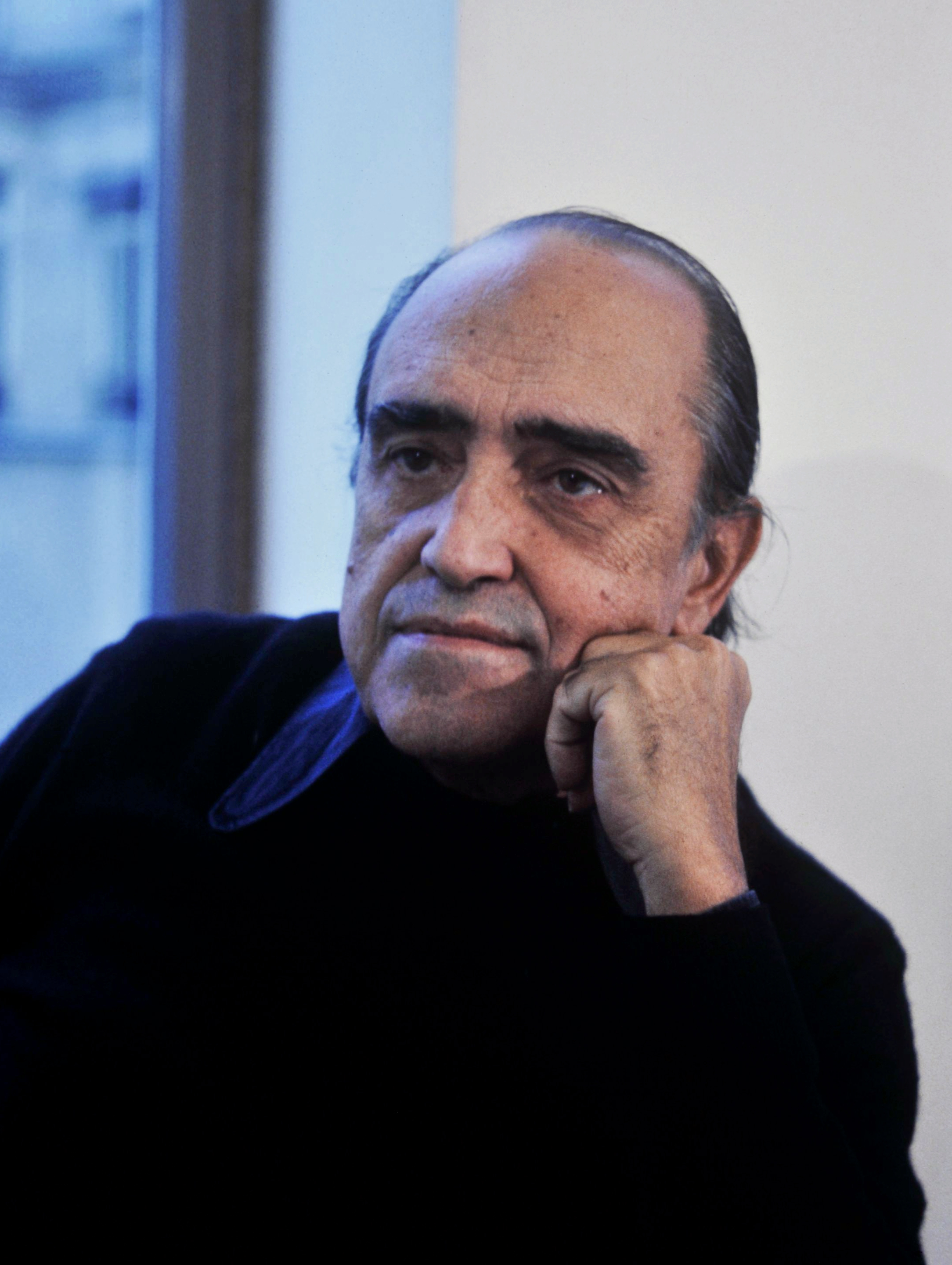
奥斯卡·尼邁耶

奧斯卡·比貝羅·德阿美達·尼邁耶·索阿雷斯·菲荷（葡萄牙語：Oscar Ribeiro de Almeida Niemeyer Soares Filho，葡萄牙語發音：[ˈɔʃskaʁ ˈniemajeʁ]；1907年12月15日—2012年12月5日），巴西建築師，生於里約熱內盧。他專長於國際性的現代主義建築。他于1945年加入巴西共产党，并在1992年—1996年担任巴西的共产党主席。

## 生平

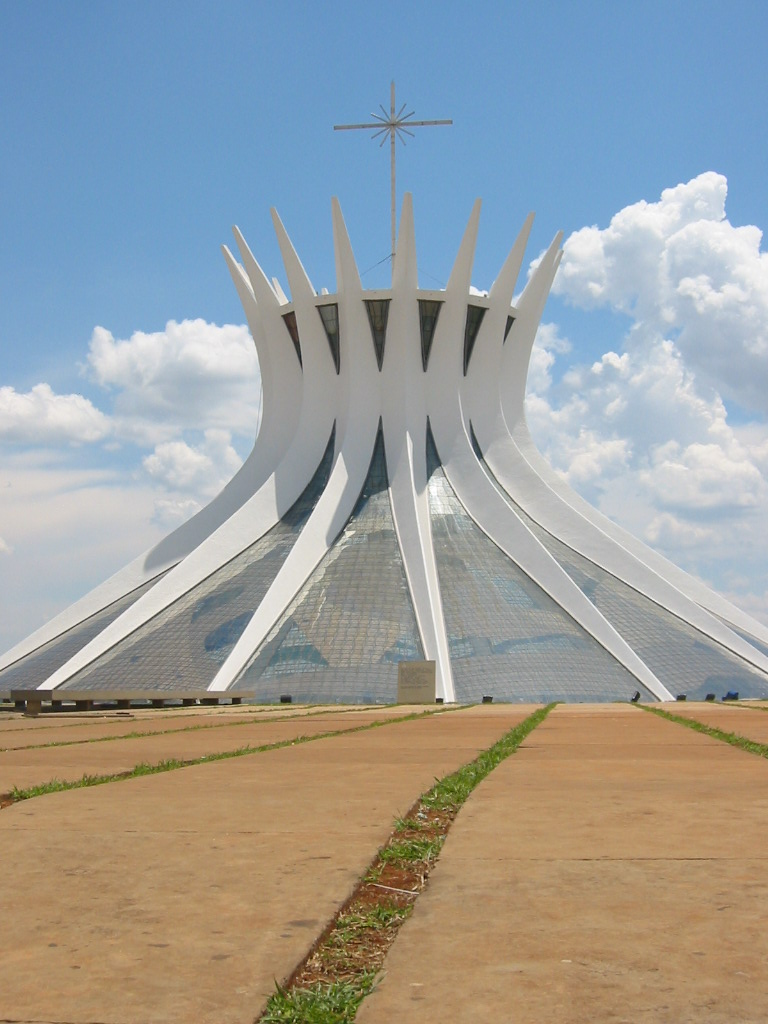
奥斯卡·尼邁耶設計的巴西利亞大教堂

奥斯卡·尼邁耶設計的法国共产党总部

尼麥耶1934年畢業於里約熱內盧的里約熱內盧國際美術學校。1936年與Le Corbusier共同參與里約熱內盧教育衛生局的規劃設計案，並受到一生決定性的影響。在這段工作的期間他認識了當地的首長，也就是未來巴西的總統，所以造就了他往後成為巴西主要建築師的原因。
他於1937年設計的里約熱內廬婦幼醫院，1940年的Ourp Preto飯店、1941年的國家體育館競圖設計、1942的年位於里約的自宅，其中Ourp Preto飯店展現出他在基地新舊融合的傑出處理手法，而自宅由於開放的室內設計等特殊表現成為當地的重要景點。另外有四個較大型的作品強調出了尼麥耶的職業生涯: 1942年的Pampulha、1947年的Sao Jose Dos Campos、1950至1954年的Ibirapuera、1956至1961年的Brasilia。Pampulha建築群因其不同構思的各種造型、輕快的光影交互作用及技巧地整合建築、繪畫與雕刻而聞名。而Sao Jose Dos Campos航空技術中心的Staff集合住宅單元，在柱、平面和層次上表現出新的可能性以及使基地與景觀間有更好的關係。之後在聖保羅市的 Parque Ibirapuera展覽建築成功而富想像力，其誇張並加強整個設計和一般概念的質樸，與一般在展覽場地可見到的雜亂形成對比，這段期間是尼麥耶登峰造極的成就。
1945年，38岁的尼迈耶加入巴西共产党，从此之后，对共产主义的坚定信仰一直影响着他的建筑设计。
在1947年時加入位於紐約的聯合國總部的設計工作，其與Le Corbuseir 所提之意見強烈影響設計案的發展。1954年在加拉加斯的博物館作了一個倒金字塔的設計。1937年－1956年，Juscelino Kubitschek任命他為巴西利亚的建築部長，並承擔了巴西利亞的許多重要建築設計 , 如三權廣場四周的建築群、有1957年巴西利亞總統官邸、1958年的巴西利亞議會大廈、巴西利亞總統府、巴西利亞最高法院、巴西利亞國家劇院，1960年的巴西利亞大學、1962年的巴西利亞外交部大廈、1963巴西利亞司法部大廈、1968年的巴西利亞國防部大廈、1965年的巴西利亞機場、1970年的巴西利亞大教堂。
尼麥耶在1960－1970年代到法國、義大利、阿爾及利亞等地設計了一些建築物，如1965年的法國共產黨總部、1968年的米蘭蒙達多利出版社大樓，均帶有曲線和曲面的量體，充分表達出尼麥耶表現性及雕塑性的手法。
尼迈耶一生没有去过古巴，但非常同情和支持菲德尔·卡斯特罗和切·格瓦拉领导的古巴革命，曾多次在公开场合表示古巴革命是整个拉丁美洲的榜样。他为古巴设计了反美纪念碑，作为2006年庆祝卡斯特罗80岁生日的礼物。那是一座重9.5吨的雕塑，一个张着大嘴的怪兽象征美国，而一位古巴人正手擎旗帜勇敢地面对着它。

## 作品
作品包括：
- 為巴西首都巴西利亞設計的公共建築物（1987年列入世界文化遺產）
- 法国巴黎的法国共产党总部
- 美國紐約的聯合國總部大樓（與他人合作的作品）
- 西班牙的奧斯卡·尼邁耶國際文化中心
- 黎巴嫩的拉希德·卡拉米國際會展中心（2023年列入世界文化遺產）

## 荣誉

### 外国勋章奖章
- 圣雅各之剑大十字勋章（葡萄牙语：Ordem Militar de Sant'Iago da Espada）（葡萄牙，1994年11月26日公布[4]）